# Admesturius bitaeniatus
Admesturius bitaeniatus là một loài nhện trong họ Salticidae.
Loài này thuộc chi Admesturius. Admesturius bitaeniatus được Eugène Simon miêu tả năm 1901.